# Jaime Quiñónez
Jaime Quiñónez (22 de enero de 1974 en Quinindé, provincia de Esmeraldas - 14 de julio de 2012 en Quito), también conocido en el mundo deportivo como "La Bestia", fue un boxeador ecuatoriano que ganó varios galardones a nivel nacional, alcanzando en 2009 el tercer lugar del ranking de la Comisión Mundial de Boxeo y fue campeón latinoamericano de peso crucero.

## Biografía
Jaime Quiñónez nació el 22 de enero de 1974 en Quinindé, provincia de Esmeraldas. Desde los 9 años mostró interés por el boxeo, formando parte de la selección de su cantón a los 11 años, sustituyendo a un boxeador titular que no se había hecho presente, y de este modo se mantuvo como amateur hasta los 19 cuando decidió profesionalizarse.
El 25 de octubre de 1997 logra ganar el campeonato latinoamericano de peso crucero frente a Willy Driver en la plaza de toros de Quito. Perdió el título ante David Vallejo el 14 de noviembre de 1998 y en 1999 lo recuperó luego de una revancha. Finalmente pierde el campeonato el 20 de noviembre de 1999, contra Luis Andrés Pineda.
Dejó el boxeo en 2005, pero retomó su carrera en 2009, sin embargo, se retiró al poco tiempo sin mucho éxito. Fue guardaespaldas del exvicepresidente del Barcelona Sporting Club, Alfonso Harb. Luego se dedicó a administrar un restaurante en Quito, frente al estadio Atahualpa donde también entrenaba a deportistas jóvenes de la Concentración Deportiva de Pichincha.
El 14 de julio de 2012 fue asesinado a balazos por dos sujetos mientras cenaba en un restaurante de comida colombiana, causándole la muerte un disparo en el cráneo. Cuatro personas que trabajaban en el local fueron detenidas para ser investigadas.